# 32608 Hallas
32608 Hallas este o planetă minoră (asteroid), cu un diametru de 2,623 km, din centura de asteroizi. A fost descoperită pe 24 august 2001 la Goodricke-Pigott Observatory⁠(d) de Roy A. Tucker⁠(d). 
Obiectul prezintă o orbită caracterizată de o semiaxă mare de 2,2860321 UAi, o excentricitate de 0,11, o înclinație de 5,07415 ° în raport cu ecliptica.